# 394-й окремий батальйон охорони та обслуговування (Україна)
394-й окремий батальйон охорони та обслуговування — підрозділ матеріального забезпечення у складі Сухопутних військ Збройних сил України. Базується у м. Рівне. Входить до складу ОК «Захід». Батальйон створено в 2013 році.

## Історія
Частину сформовано 2013 року, 26 жовтня 2018 вона відзначила своє п'ятиріччя. З 2014 року брала участь в АТО (ООС) на території Луганської та Донецької областей.

## Командування
- Підполковник Петро Романюк (2018, ТВО командира)[2]

## Символіка
На емблемі батальйону, що затверджена 9 грудня 2023 р., в зеленому полі зображено золоту рись